# Tambang Emas
Tambang Emas is een bestuurslaag in het regentschap Merangin van de provincie Jambi, Indonesië. Tambang Emas telt 4846 inwoners (volkstelling 2010).